# 빅 숏
《빅 숏: 패닉 이후, 시장의 승리자들은 무엇을 보는가》(영어: The Big Short: Inside the Doomsday Machine)는 마이클 루이스의 논픽션으로, 2000년대 거품 경제에 관한 내용을 다룬다. W. W. 노턴 & 컴퍼니를 통해 2010년 3월 15일 발행되었다. 28주간 〈뉴욕 타임스〉의 베스트셀러에 올라있었다.

## 영화화
2013년 파라마운트 픽처스는 영화화 판권을 획득했다. 2014년 3월 24일 영화의 감독으로 애덤 매케이로 정해졌다고 발표되었다. 2015년 1월 13일, 〈버라이어티〉는 브래드 피트, 크리스천 베일, 라이언 고슬링이 주연으로 등장하며, 피트와 데드 가드너가 제작에 참여한다고 발표하였다. 스티브 카렐도 참여한다고 발표되었다. 2015년 3월 23일부터 뉴올리언스에서 제작이 시작되었다. 영화는 2015년 12월 11일 공개되었다.

## 같이 보기
- 부채담보부증권
- 신용파산스왑
- 주택저당증권